# The Boy Next Door
The Boy Next Door (a España Obsesión i a Amèrica Llatina Cercana Obsesión) és una pel·lícula thriller estatunidenca estrenada l'any 2015 dirigida per Rob Cohen, amb guió de Barbara Curry i protagonitzada per Jennifer Lopez, Ryan Guzman, John Corbett i Kristin Chenoweth.

## Argument
A Los Angeles, la Claire, una professora que s'està divorciant, té una aventura amb el seu nou veí, un psicòpata.